# Violette Morris
Violette Morris (Párizs, 1893. április 18. – Lieurey közelében, 1944. április 26.) francia sportoló és kémnő. 
Az 1921-es női világjátékokon súlylökésben és diszkoszvetésben is aranyérmet szerzett, két női focicsapatban játszott, emellett súlyt emelt, birkózott, bokszolt. Kedvenc hobbija az autóversenyzés volt.
Nyíltan leszbikus volt. Férfiruhában járt, rövid hajat viselt, káromkodott, sokat cigarettázott. Sűrűn előfordult az éjszakai mulatókban, jól ismert politikai szereplőket. A náci vezetők érdeklődését is felkeltette. Egy régi ellenfele, a náci ügynök Gertrude Hannecker megkörnyékezte, hogy hajlandó lenne-e az SS-hez csatlakozni. Néhány hónap múlva VIP-meghívója volt a berlini olimpiára.
A francia katonai tervekről kellett információkat szereznie, majd a brit hadsereg különleges hírszerző hivatalában és a francia ellenállástól kellett adatokat kapnia. Titkos Gestapo-ügynökké léptették elő. Fő feladata a francia ellenállók kihallgatása lett. Brutális vallatási eszközei miatt a Gestapo hiénájának nevezték.
1944-ben a francia ellenállás tagjai az autójában ölték meg.